# Alvesta, Jäders socken
Alvesta är en herrgård i Jäders socken, Eskilstuna kommun.
Nuvarande huvudbyggnad i en våning med säteritak är uppförd på 1730-talet. Flyglarna är äldre och finns utmärkta på en karta 1720. Även ett timrat magasin vid gården torde vara uppfört senast under 1700-talet.